# Ринопиасы
Ринопиасы (Rhinopias) — род морских лучепёрых рыб семейства скорпеновых отряда скорпенообразных. Род распространён в Индийском и Тихом океанах. Длина тела от 15 до 25 см. Эти рыбы своим ярким окрасом и формой тела маскируются под коралловый риф.

## Виды
В роде Rhinopias 7 видов:
- Rhinopias aphanes Eschmeyer, 1973
- Красный белопятнистый ринопиас (Rhinopias argoliba)[1] Eschmeyer, Hirosake & T. Abe, 1973
- Rhinopias cea J. E. Randall & Disalvo, 1997
- Rhinopias eschmeyeri Condé (fr), 1977
- Rhinopias filamentosus (Fowler, 1938)
- Rhinopias frondosa (Günther, 1892)
- Rhinopias xenops (C. H. Gilbert, 1905)